# Tzek et Pido
Tzek et Pido forment un duo d'humoristes corses.
le nom est choisi pour souligner le caractère dérangeant (ou démangeant) des sketches du duo qui " grattent là où ça fait mal":
Tzek est la prononciation phonétique (à distinguer de la prononciation silencieuse) de A zecca (A Zecca en langue corse) tandis que Pido renvoie au Pou, autre insecte provoquant des démangeaisons

## Spectacles en DVD
- 2000 : Et qui on est !
- 2001 : On est chez nous !
- 2002 : Les macs attaquent !
- 2003 : L'An pire
- 2004 : L'An fer
- 2005 : L'An fin

Pido continua une carrière en solo avec les spectacles Bienvenue chez les corses ... et bonne chance ! , Mariez vous ... et bonne chance ! ainsi que Faites des gosses ... et bonne chance !
Tzek réalisa également deux spectacles solo édités en DVD en 2008 : Seul...comme une chienne!!! et en 2009, Toc de pezzò !